# Hiptage bullata
Hiptage bullata är en tvåhjärtbladig växtart som beskrevs av William Grant Craib. Hiptage bullata ingår i släktet Hiptage och familjen Malpighiaceae. Inga underarter finns listade i Catalogue of Life.